# Сероте, Монгане Валли
Монгане Валли Серо́те или Монгане Уолле Сероте (род. 8 мая 1944 Софиятаун, ЮАР) — южно-африканский зулусский поэт и прозаик, политический активист, член парламента. Пишет на зулу и английском языке. 

## Биография
Монгане Валли Сероте родился в Софиятауне, ныне пригород Йоханнесбурга. Посещал школы в Александре, Лесото и Соуэто. В старших классах начал участвовать в Black Consciousness Movement, вступил в Африканский национальный конгресс. Был связан с поэтической группой Соуэто, которая воплотила в литературе голос чёрного населения ЮАР.
За участие в антирасистских выступлениях подвергался преследованиям. В 1969 году был арестован по закону о терроризме и провёл в одиночном заключении девять месяцев. Оставив школу, работал журналистом.
В 1972 году опубликовал первый сборник стихов «Yakhal’inkomo» («Рёв скота»), который в 1973 году удостоился премии Ингрид Йонкер за лучший поэтический дебют на английском языке.
В 1974 Сероте получил стипендию Фулбрайта, и в 1979 году получил степень магистра изящных искусств в Колумбийском университете. В стихах этого периода ощущается влияние Гарлемского ренессанса и движения «Негритюд».
После окончания учёбы отправился в добровольное изгнание в Ботсвану, где участвовал в создании «Medu Art Ensemble». С 1986 года работал в Лондоне в Отделе искусств и культуры Африканского национального конгресса.
В 1990 году вернулся в ЮАР. Продолжал работу в отделе искусств и культуры АНК, в 1994 году был председателем Парламентского комитета по искусствам и культуре.

## Произведения

### Стихи
- «Yakhal’inkomo» («Рёв скота» / «Крик скота на бойне», 1972)
- «Tsetlo» («Медоуказчик» / «Маленькая птичка», 1974)
- «No Baby Must Weep» («Дети не должны плакать», 1975)
- «Behold Mama, Flowers» («Мама, взгляни, это цветы» / «Смотри, мама, цветы», 1978)
- «The Night Keeps Winking» («А ночь всё подмигивает», 1982)
- «A Tough Tale» («Тяжёлый рассказ», 1987)
- «Third World Express» («Экспресс Третьего мира», 1992)
- «Come and Hope With Me» («Пойдём мечтать со мной», 1994)
- «Freedom Lament and Song» («Плач и песнь свободы», 1997)
- «History is the Home Address» («Мой адрес — история», 2004)

### Повести и романы
- «To Every Birth Its Blood» («Каждый рождается в муках», 1981, рус. пер. 1987)
- «Gods of Our Time» («Боги нашего времени», 1999)
- «Scatter the Ashes and Go» («Развей прах и уходи», 2002)

### Эссе
- «On the Horizon» («На горизонте», 1990)